# The Phantom Light
The Phantom Light is een Britse thriller uit 1935 onder regie van Michael Powell.

## Verhaal
Sam Higgins wordt in een kustdorpje in Wales benoemd tot de nieuwe vuurtorenwachter. De vuurtoren heeft al verschillende schepen op de klippen laten lopen en de dorpelingen denken dat hij behekst is. Sam gelooft daar geen mallemoer van.

## Rolverdeling
| Acteur            | Personage       |
| ----------------- | --------------- |
| Binnie Hale       | Alice Bright    |
| Gordon Parker     | Sam Higgins     |
| Donald Calthrop   | David Owen      |
| Milton Rosmer     | Dr. Carey       |
| Ian Hunter        | Jim Pearce      |
| Herbert Lomas     | Claff Owen      |
| Reginald Tate     | Tom Evans       |
| Barry O'Neill     | Kapitein Pearce |
| Mickey Brantford  | Bob Peter       |
| Alice O'Day       | Mevrouw Owen    |
| Fewlass Llewellyn | Griffith Owen   |
| Edgar K. Bruce    | Sergeant Owen   |
| Louie Emery       | Stationschef    |